# Gefilde
Das Gefilde – meist in der Mehrzahl die Gefilde verwendet – ist ein gehobenes Wort für eine weite, sonnige, liebliche Landschaft bzw. Flur mit dem Charakter eines offenen, nur sanft geneigten Geländes. Es ist mit dem Wort Feld verwandt.
Das althochdeutsche gifildi (mittelhochdeutsch gevilde) beschrieb die Gesamtheit von Feldern. Diese Kollektivbildung zu Feld blieb im heutigen Wortsinn teilweise erhalten.

## „Gefilde“ im Sprachgebrauch
Der Sprachgebrauch kennt einige Wendungen und Wortkombinationen, die meist mit überschaubaren Landstrichen, abwechslungsreichen Geländeformen und angenehmen Gefühlen oder der Sehnsucht danach assoziiert werden, beispielsweise
- die himmlischen oder elysischen Gefilde
- die Gefilde der Seligen (das Paradies des klassischen Altertums)
- sich den heimischen Gefilden nähern
- eine Fahrt durch die herrlichen Gefilde des Neckars, der Wachau usw.
- aus fernen Gefilden kommen
- auf den weiten Gefilden (z. B. der Lyrik),

bisweilen aber auch mit unangenehmen Situationen wie
- die sodomitischen Gefilde
- die Gefilde der Verlorenen
- die benachbarten Gefilde, in die ein Dieb wechselt.

## „Gefilde“ als geografischer Name
In offenen Landschaftsformen, sanftem Hügelland oder abwechslungsreichen Naturräumen findet der Begriff bisweilen als Bestandteil eines Eigennamens Verwendung, beispielsweise
- im Oberlausitzer Gefilde,
- im Waldecker Gefilde,
- bei Dresden Sächsisches Lössgefilde
- als Straßenzug und Grünanlage „im Gefilde“ zwischen den Münchner Stadtteilen Neuperlach und Waldperlach[1],
- und vom Wortstamm her in der Filder-Hochebene bei Stuttgart,
- die Kleinsiedlung Gefilde (Eisenach).
- die Hochebene Gefild im Böhmerwald mit den Orten Kvilda (Aussergefild) und Horska Kvilda (Innergefild)